# Australomimetus aurioculatus
Espèce
Synonymes
- Mimetus audax Hickman, 1929

Australomimetus aurioculatus est une espèce d'araignées aranéomorphes de la famille des Mimetidae.

## Distribution
Cette espèce est endémique d'Australie. Elle se rencontre en Tasmanie, au Victoria, dans le Sud du Queensland et dans le Sud de l'Australie-Occidentale.

## Description
Le mâle holotype mesure 2,6 mm et la femelle 3,3 mm.
Le mâle décrit par Harms et Harvey en 2009 mesure 2,415 mm et la femelle 2,31 mm.

## Publication originale
- Hickman, 1929 : Studies in Tasmanian spiders. Part III. Papers and Proceedings of the Royal Society of Tasmania, vol. 1928, p. 96-118 (texte intégral).